# چوری کویا
چوری کویا (به اسپانیایی: Churi Qullu) یک کوه در پرو است. چوری کویا ۴٬۸۰۰ متر بالاتر از سطح دریا واقع شده‌است.